# Blepharipa latigena
Blepharipa latigena là một loài ruồi trong họ Tachinidae.